# QV80

QV80 es la tumba de Tuya, la Gran Esposa Real de Seti I y la madre de Ramsés II, perteneciente a la dinastía XIX. Está emplazada en el Valle de las Reinas, en la ribera occidental del Nilo, en Egipto.
Lepsius apenas hace mención a esta tumba, clasificada con el número 7 de su lista. La tumba fue catalogada sin número por Porter y Moss. En un informe de Demas y Neville se da una descripción más detallada para el Instituto de Conservación Getty.

## Descripción
La tumba está ubicada al oeste de QV66, la tumba de Nefertari. Se cree que Tuya murió alrededor del año 22 del reinado de su hijo Ramsés II. Esta estimación está basada en el hallazgo de una inscripción en un tarro datada de ese año, donde se indica:

Año 22: Vino, (...) del Gran viñedo de A(... del) rey del Alto y Bajo Egipto, Usermaatre Setepenre, L.P.H., en el Estado de Amón, (...)

El recinto está compuesto por un pequeño corredor, un vestíbulo y una cámara interior. Las pinturas no se encuentran en buen estado debido al uso posterior de la tumba. En el interior se encontraron diversos objetos, como la cabeza de uno de los vasos canopos, fragmentos de un sarcófago y varios ushebtis.
La tumba fue reutilizada durante el tercer periodo intermedio, y posiblemente durante las épocas Ptolemaica y copta.